# Aflatoxikóza drůbeže
Aflatoxikóza představuje nejzávažnější mykotoxikózu drůbeže. Etiologickou příčinou jsou mykotoxiny (aflatoxiny) produkované toxigenními kmeny plísní Aspergillus flavus a A. parasiticus. Význam aflatoxinů produkovaných Penicillium spp. a Rhizopus spp. pro zdraví a užitkovost hospodářských zvířat není zatím znám. První výskyt aflatoxikózy byl zaznamenán v roce 1960 v Anglii u krůťat („turkey X disease“), kdy peletované krmivo bylo obohaceno aflatoxinem kontaminovanou podzemnicí olejnou.
Aflatoxiny jsou chemicky dihydrofurany s toxickou, karcinogenní, teratogenní a mutagenní aktivitou. Podle polohy (Rf) a barvy ve fluoreskujícím světle (365 nm) při chromatografickém vyšetření na tenké vrstvě se rozlišují 4 hlavní aflatoxiny – B1 a B2 (modré) a G1 a G2 (zelené). Aflatoxiny jsou v organismu dále transformovány. Hydroxylované metabolity B1 a B2 se označují jako M1 a M2 a jsou vylučovány mlékem u dojnic. Toxicita jednotlivých aflatoxinů je rozdílná (klesá v pořadí B1, G1, B2 a G2), podobně jako druhová vnímavost ptáků k nim (nejvnímavější jsou kachny, dále pak s klesající vnímavostí krůta, husa, bažant, kur a křepelky). Mláďata jsou mnohem vnímavější k aflatoxinu než dospělí, např. kachňata jsou 10krát vnímavější než kuřata. LD50 aflatoxinu B1 pro kachňata je 0,3–0,6 mg/kg žh., pro myši 9 mg/kg žh.
Aflatoxiny jsou termostabilní, odolávají teplotě 250 °C a v autoklávu 120 °C. Jsou inaktivovány slunečním světlem a oxidačními činidly. Mají nízkou mol. hmotnost ( B1 - 312, B2 – 328) a nejsou imunogenní. U drůbeže působí zejména hepatotoxicky, hematotoxicky (poruchy hematopoézy) a hemangiotoxicky (poškození stěn krevních cév, systémové koagulopatie); méně často nefrotoxicky (nefróza a insuficience ledvin) a neurotoxicky (poškození CNS). Průběh onemocnění u drůbeže může být akutní nebo chronický.
Akutní aflatoxikóza může probíhat i letálně (příjem aflatoxinů >10 ppm). Je charakterizována poruchami hematopoézy, různě velkými krváceninami na serózách, v podkoží, svalovině a na parenchymatózních orgánech, věkově nepřiměřenou involucí thymu, anémií, proliferací žlučovodů a tukově degenerativními až nekrotickými změnami ve zvětšených játrech.
Chronická intoxikace se projevuje snižováním hmotnostních přírůstků a zhoršenou konverzí krmiva (>1 ppm), poklesem snášky u nosnic a zhoršenou líhnivostí násadových vajec (>2 ppm), častými a rozsáhlými krváceninami, fibrinózně-cirrhotickými změnami na játrech, zvýšenou vnímavostí k infekčním nemocem a nedostatečnou postvakcinační imunitou. U dospělých kohoutů atrofují varlata a klesá kvalita semene. Rezistence k infekcím (salmonely, kokcidie, infekční burzitida, Markova nemoc, kandidóza aj.) i úroveň postvakcinační imunity jsou snížené, pigmentace kůže zhoršená, výskyt kožních podlitin je častější a počet konfiskovaných zvířat po porážce bývá zvýšen (>0,5 ppm).
Koncentrace aflatoxinů v těle drůbeže i drůbežích produktech jsou nízké a rychle mizí po podání nezávadného krmiva (vylučují se žlučí, močí a trusem), takže v potravním řetězci představují minimální nebezpečí pro člověka.
Nejvyšší přípustné množství aflatoxinů v celkové krmné dávce pro mladou drůbež je 2 µg/kg a pro dospělou drůbež 20 µg/kg krmiva (vyhláška č. 117/87 Sb.).